# Драган Јовићевић
Драган Јовићевић (30. август 1975) српски је новинар, писац, филмски критичар и теоретичар, филмски аутор и продуцент.

## Биографија
Завршио је Факултет музичке уметности Универзитета уметности у Београду 2001. године, а затим јр студирао на Факултету драмских уметности Универзитета уметности у Београду.
Био је уредник је културне рубрике у дневном листу Данас од 1998. до 2011. године и недељнику НИН, где је радио од 2011. до 2024. Од 2024. године, уреднике је културне рубрике новооснованог магазина Радар, у који прелази са већинским делом редакције и уредништва НИН-а, након колективног отказа који дају због неслагања са променом уређивачке политике.
Јовићевићева приповетка Монструм била је изабрана у ужи избор за награду Лепосава Мијушковић за најбољу кратку причу 2022. године.
Објавио је један хорор роман и неколико књига о филму. Поред писања, бави се и документарним филмом. Његов дугометражни хибридни документарац Топли филм (2024) премијерно је приказан у званичном програму 26. Солунског филмског фестивала.
Оснивач је продукцијске куће Грајфер (GREIFER), која окупља уметнике различитих области и продуцира независне и експерименталне форме.